# Bhuvanagiri
Bhuvanagiri es una ciudad y nagar Panchayat situada en el distrito de Cuddalore en el estado de Tamil Nadu (India). Su población es de 21956 habitantes (2011). Se encuentra a orillas del río Vellaru, a  40 km de Cuddalore.

## Demografía
Según el censo de 2011 la población de Bhuvanagiri era de 21956 habitantes, de los cuales 11034 eran hombres y 10922 eran mujeres. Bhuvanagiri tiene una tasa media de alfabetización del 83,69%, superior a la media estatal del 80,09%: la alfabetización masculina es del 90,47%, y la alfabetización femenina del 76,93%.